# Храми Бахмутського району
У Бахмутському районі Донецької області зареєстровано 15 релігійних громад Української православної церкви, 3 Української греко-католицької церкви, 1 мусульманська. Є релігійна громада “Слово життя”, 3 громади євангельських християн – баптистів та Свідки Єгови.

### Храми та церкви району
- Свято-Покровський храм, село Свято-Покровське Резніківської сільської ради;
- Свято-Преображенський храм, село Серебрянка Серебрянської сільської ради;
- Каплиця Всіх Святих, село Серебрянка Серебрянської сільської ради;
- Храм Сергія Радонезького, село Верхньокам'янське, Верхньокам’янської сільської ради;
- Храм Різдва Пресвятої Богородиці, село Верхньокам’янське, Верхньокам’янської сільської ради;
- Свято-Покровський храм, село Кліщіївка, Іванівської сільської ради;
- Свято-Казанський храм, місто Сіверськ;
- Свято-Пантелеймонівський храм, місто Сіверськ;
- Свято-Преображенський храм, місто Соледар;
- Свято-Архангело-Михайлівський храм, село Званівка, Званівської сільської ради;
- Свято-Вознесенський храм, село Клинове, Клиновської сільської ради;
- Свято-Покровський храм, селище Луганське, Луганської селищної ради;
- Свято-Вознесенський храм, селище Новолуганське, Новолуганської сільської ради;
- Молитовний будинок мусульман, село Васюківка, Васюковської сільської ради;
- Свято-Іванівський храм, село Покровське, Покровської сільської ради;
- Свято-Покровський храм, село Никифорівка, Никифорівської сільської ради;
- Свято-Покровський храм, село Яковлівка, Яковлівської сільської ради;
- Свято-Покровський храм, селище Опитне, Опитненської сільської ради;
- Свято-Покровський храм, село Дронівка, Дронівської сільської ради;
- Миколаївський храм, місто Часів Яр;
- Борисо-Глібовський храм, місто Часів Яр;
- Свято-Преображенський храм, село Кодема, Кодемської сільської ради.